# 渡頭交流道
渡頭交流道位於臺灣臺南市官田區渡頭，為臺灣台84線指標26.8公里處的交流道，可連接台1線、南181線、國道三號（需透過官田系統交流道），可通往善化區，並可通往隆田酒廠、隆田車站及官田工業區。
|  | 26 渡頭 |  | 官田 善化 |

## 歷史
1998年7月，渡頭至玉井路段通車，渡頭交流道初期為平交路口。2007年8月2日，台84線渡頭至西庄路段通車，渡頭交流道正式改為鑽石型交流道，並透過側車道與官田系統交流道整合。

## 與台66線平鎮一交流道的差異點
渡頭交流道與平鎮一交流道同樣都是東西向快速公路和高速公路、台1線立體交叉，兩者差異如下：
- 台66線主線未設置平鎮一交流道往台1線西行出口匝道、台1線往台66線東行入口匝道。
- 台84線主線無論是東向或是西向，都在渡頭交流道設置往台1線出入口匝道（與官田系統交流道整合）。
- 台66線平鎮一交流道僅設置東出西入匝道，與平鎮系統交流道整合。
- 台1線以東之台66線主線設有側車道，但台1線以西之台84線主線設有側車道。

## 外部連結
- 台84線渡頭交流道、官田系統交流道示意圖 （页面存档备份，存于）（交通部公路總局）